# Neeltje de Vree
Cornelie Zawadi (Neeltje) de Vree (Amsterdam, 15 april 1990) is een Nederlandse actrice. Ze is onder andere bekend van Lepel en Verder dan de maan.

## Musicals
- RATS! (1993-1995)
- Sjakie en de chocoladefabriek (1996-1999) - Opper-Oempa Loempa, kind
- 101 Dalmatiërs (1999-2002) - Plopje (hondje)
- Annie (2006-2006) - Annie
- Pinokkio (2007-2008) - Leandra